# تضحية البيدق
تضحية البيدق (بالإنجليزية: Pawn Sacrifice)‏ هو فيلم إثارة تم إنتاجه في الولايات المتحدة وصدر في سنة 2014. الفيلم من إخراج ادوارد زويك وكتابة توبي ماغواير. من بطولة توبي ماغواير وبيتر سارسجارد وييف شرايبر. صدر الفيلم في 16 سبتمبر 2015.

## القصة
تدور أحداث الفيلم خلال الحرب الباردة عن السيرة الذاتية لأسطورة وظاهرة الشطرنج الأمريكية Bobby Fischer «بوب فيشر» ومباراته التاريخية التي لا يمكن نسيانها مع الإستثنائي الروسي Boris Spassky «بوريس سباسكي»، وسيحكي الفيلم عن نضال بوبي مع العبقرية والجنون وصعود الفتى من بروكلين الذي أثّر في مخيلة العالم.

## الممثلون والشخصيات
- توبي ماغواير (بدور: بوب فيشر)
- بيتر سارسجارد (بدور: ويليام لومباردي)
- ييف شرايبر (بدور: بوريس سباسكي)

## وصلات خارجية
- تضحية البيدق على موقع IMDb (الإنجليزية)
- تضحية البيدق على موقع ميتاكريتيك (الإنجليزية)
- تضحية البيدق على موقع روتن توميتوز (الإنجليزية)
- تضحية البيدق على موقع قاعدة بيانات الأفلام العربية
- تضحية البيدق على موقع ألو سيني (الفرنسية)
- تضحية البيدق على موقع أول موفي (الإنجليزية)
- تضحية البيدق على موقع بوكس أوفيس موجو (الإنجليزية)
- تضحية البيدق على موقع فيلمافينيتي (الإسبانية)
- تضحية البيدق على موقع قاعدة بيانات الفيلم (الإنجليزية)
- تضحية البيدق على موقع ليتربوكسد (الإنجليزية)